# Thanhof (Lichtentanne)
Thanhof ist ein Ortsteil der Gemeinde Lichtentanne im Landkreis Zwickau, Freistaat Sachsen. Er wurde am 1. April 1923 eingemeindet.

## Geografie

### Lage
Thanhof liegt im nordwestlichen Gemeindegebiet von Lichtentanne im Einzugsgebiet der Pleiße. Der Ort liegt im Naturraum Erzgebirgsbecken (Oberes Pleißeland).

### Nachbarorte
|             | Steinpleis                                  |              |
| Gospersgrün | Kompassrose, die auf Nachbargemeinden zeigt | Lichtentanne |
|             | Schönfels                                   |              |

## Geschichte

### 15. bis 18. Jahrhundert
Im Jahre 1453 ist erstmals ein Vorwerk erwähnt, welches zum Rittergut Lichtentanne gehörte. Die Herren von Tannenberg, nachweislich Leonhardt und Nickel von Tannenberg und Nickels Gattin Ilse, hatten das 136 ha große Anwesen Thanhof drei Jahre vorher als Lehen erhalten. Seit 1527 war das Vorwerk Thanhof im Besitz der Herren von Gauern, welche die Obergerichte von Wolf von Weißenbach auf Alt-Schönfels erwarben.
Seit 1598 war das Gut Thanhof im Besitz der Familie von Feilitzsch, unter denen es im Jahr 1606 erstmals als Rittergut erwähnt wurde. Ein Teil des Anwesens gehörte jedoch weiterhin zur Grundherrschaft Alt-Schönfels. Im Jahr 1640 wurde das Haus des Thanhofer Rittergutsgärtners erbaut. Es diente früher vermutlich auch als Gefängnis. Aus der Familie von Feilitzsch gehörte das Gut Thanhof im Jahr 1598 Urban von Feilitzsch und im Jahr 1623 Jobst Heinrich von Feilitzsch.
Christoph von Feilitzsch gab im Jahr 1714 ein Stück vom Grund und Boden an Nickel Hoffmann ab. Dieser errichtete darauf einen Gasthof. Ab dem 18. Jahrhundert entwickelte sich aus dem Einzelgut Thanhof eine Gutssiedlung mit Häuslerzeile. Das Rittergut Thanhof, welches im Jahr 1789 die Schriftsässigkeit erlangte, war seit 1740 über mehrere Generationen im Besitz der Familie Mühlmann.

### 19. Jahrhundert bis zur Gegenwart
Thanhof gehörte bis 1856 zum kursächsischen bzw. königlich-sächsischen Amt Zwickau. 1856 wurde Thanhof dem Gerichtsamt Zwickau und 1875 der Amtshauptmannschaft Zwickau angegliedert. Seit 1881 hatte Thanhof ein eigenes Schulgebäude. 1922 verschmolzen die Schulbezirke Thanhof und Lichtentanne. Im Jahr 1891 ist Friedrich August Kästner als Besitzer des Ritterguts erwähnt. Der Gasthof gehörte zu dieser Zeit Gottlieb Emil Mittenzwei. 1919 ging das Rittergut in den Besitz von Paul Glaser über.
Im Jahr 1920 wurde Thanhof der Amtshauptmannschaft Werdau zugeordnet. Am 1. April 1923 schlossen sich die Gemeinden Thanhof und Lichtentanne unter dem Namen „Lichtentanne“ zu einer Gemeinde zusammen. Da sich der Rittergutsbesitzer Paul Glaser gegen eine Eingemeindung des zu dieser Zeit selbstständigen Rittergutsbezirks Thanhof nach Lichtentanne wehrte, konnte er mit Hilfe der Amtshauptmannschaft Werdau eine Eingemeindung des Rittergutsbezirks Thanhof nach Gospersgrün erreichen. Durch die Auflösung der Amtshauptmannschaft Werdau kamen Ort und Rittergutsbezirk Thanhof im Jahr 1933 wieder an die Amtshauptmannschaft Zwickau, die ab 1939 Landkreis Zwickau genannt wurde.
Im Zuge der Bodenreform in der Sowjetischen Besatzungszone wurde die Familie Glaser enteignet und das Areal des Ritterguts Thanhof an Neubauern und landarme Bauern verteilt. Damit einher ging auch die Umbezirkung der 137 ha großen Fluren des Gutsbezirks Thanhof nach Lichtentanne zum 18. Februar 1949. Im ehemaligen Wirtschaftsgebäude des Ritterguts wurden 1965/66 durch Umbau zwölf Wohneinheiten geschaffen.
Durch die zweite Kreisreform in der DDR kam Thanhof als Ortsteil der Gemeinde Lichtentanne im Jahr 1952 zum Kreis Zwickau-Land im Bezirk Chemnitz (1953 in Bezirk Karl-Marx-Stadt umbenannt), der ab 1990 als sächsischer Landkreis Zwickau fortgeführt wurde und am 1994 im Landkreis Zwickauer Land aufging. Dieser kam wiederum im Jahr 2008 zum neu gegründeten Landkreis Zwickau.